# 德國播棋
德國播棋（Bohnenspiel），是流傳於波羅的海國家中波羅的海德國人的兩人棋類，是種播棋類。

## 棋具
- 長方形棋盤，分為兩列各六棋洞，兩方玩家各分一列。

- 初始佈置時，每洞有六顆棋子。

## 規則
- 雙方輪流從己方一個棋洞取出該洞的所有棋子，以逆時針方向分配到其他洞中，一洞分配一顆，直到分配完。最後分配的一顆棋子若落在棋洞時，造成數量達成二、四、或六，則把該洞的全部棋子取走作分數，並且若上一個洞也是二、四、或六則同樣取走，以此類推。

- 回合開始時無法行棋，棋盤剩下棋子歸於對手。

- 當一方獲得超過總棋子數量一半時得勝[1]。

## 外部連結
- 線上遊戲 （页面存档备份，存于）
- 線上遊戲